# العلاقات الأردنية الإماراتية
ترتبطُ المملكة الأردنية الهاشمية ودولة الإمارات العربية المتحدة بعلاقات أخوية وطيدة وشراكة إستراتيجية أرسى دعائمها كلا من قيادتي البلدين وتتميز العلاقة بين الدولتين بثباتها وقِدمها.
بدأت العلاقات بينَ البلدين في عهدِ ملك الأردن الحسين بن طلال وأمير الإمارات زايد بن سلطان آل نهيان كما تُعدّ عمّان من بينِ أوَائل الدول التي اعترفت بالاتحاد الإماراتي فور إعلانه. تطوّرت العلاقات بين الدولتين فيما بعد حيثُ ارتبطَ الجانبين باتفاقيات ثنائية عزّزت من مسيرة التعاون المشترك في عددٍ منَ المجالات وعلى رأسها المجال السياسي، الثقافي، الاقتصادي، التعليمي، الصحي وكذَا الإعلامي. من جهةٍ أخرى فإنّ الإمارات تحتضنُ جالية أردنية كبيرة نوعًا ما حيثُ بلغَ عدد الأردنيين في دولة الإمارات العربية المتحدة حسب إحصائيات عام 2018 ما بين 250-300 ألف شخص موزعين على مختلف الإمارات ومعظمهم يقيم في أبو ظبي ودبي حيثُ يعملون في شتى المجالات.